# محوطه دارتخت
 محوطه دارتخت مربوط به دوره تاریخی است و در شهرستان ایلام، بخش مرکزی، دهستان میش خاص، روستای محمودآباد واقع شده است. این اثر در تاریخ ۳۰ دی ۱۳۸۵ با شمارهٔ ثبت ۱۶۹۴۹ به عنوان یکی از آثار ملی ایران به ثبت رسیده است.